# Regioni storiche dell'Europa centrale
Questa è una lista delle principali regioni storiche dell'Europa centrale. Per lo scopo di questo articolo, come Europa Centrale si definisce l'area delimitata a grandi linee dalla costa sud del Mar Baltico, dall'Elba, dalle Alpi, dal Kupa, dal Sava, dal Danubio, dal mar Nero, dal Dnepr. È da notare che queste regioni vengono da differenti periodi, dall'epoca medievale a quella moderna, e spesso potrebbero sovrapporsi. I confini nazionali sono stati disegnati su queste regioni molte volte nei secoli, quindi spesso non si può assegnarle ad una singola nazione. La seguente lista indica quali stati odierni controllano l'intera o una parte di ognuna delle regioni nella lista.
Legenda (ISO 3166-1 alpha-2):
AT - Austria, BY - Bielorussia, BG - Bulgaria, CZ - Repubblica Ceca, DE - Germania, HR - Croazia, HU - Ungheria, IT - Italia, LT - Lituania, MD - Moldavia, PL - Polonia, RU - Russia, RO - Romania, SI - Slovenia, SK - Slovacchia, SR - Serbia, UA - Ucraina
- Austria
  - Alta Austria (AT)
  - Bassa Austria (AT)
- Bačka (SR, HU)
- Banato (RO, SR, HU)
- Banovina (HR)
- Barania (HR, HU)
- Baviera (DE)
- Bessarabia (MD, UA)
  - Bugeac o Bessarabia Storica o Bessarabia del Sud (UA)
- Boemia (CZ)
- Brandeburgo (DE)
- Bucovina (RO, UA)
- Carinzia (AT, SI)
- Carniola (SI, IT)
  - Alta Carniola (SI)
  - Bassa Carniola (SI)
    - Carniola Bianca (SI)

  - Carniola interna (SI)
- Carso (IT, SI, HR)
- Crișana (RO, HU)
- Dobrugia (RO, BG)
  - Cadrilatero (RO, BG)
- Franconia (DE)
- Galizia (Europa centrale) (PL, UA)
- Gorizia e Gradisca (SI, IT)
- Istria (HR, SI, IT)
- Jászság (HU)
- Kunság (HU)
  - Kiskunság (HU)
  - Nagykunság (HU)
- Lituania (Regioni della Lituania)
  - Aukštaitija o Alta Lituania (LT)
  - Dzūkija (LT)
  - Samogizia o Bassa Lituania (LT)
- Lusazia (DE, PL)
  - Alta Lusazia (DE, PL)
  - Bassa Lusazia (DE, PL)
- Maramureș (RO, UA)
- Masovia (PL)
- Meclemburgo (DE)
- Moldavia (MD, RO, UA)
- Moravia (CZ)
- Oltremura (SI)
- Orava (SK, PL)
- Partium (HU)
- Podhale (PL)
- Podlachia (BY, PL)
- Podolia (UA, MD)
- Polonia
  - Grande Polonia (PL)
    - Cuiavia (PL)
    - Terra di Dobrzyń (PL)

  - Piccola Polonia (PL)
- Polesia (BY, PL, UA)
- Pomerania (PL, DE)
  - Pomerania Anteriore (DE)
  - Pomerania Posteriore (PL)
  - Pomerelia (PL)
- Prussia (RU, PL, LT)
  - Lituania minore o Lituania Prussiana (LT, RU)
  - Masuria (PL)
  - Sambia (RU)
  - Varmia (PL)
- Rutenia (PL, UA, BY)
  - Rutenia Bianca o Bielorussia (BY, RU, LT)
  - Rutenia Nera (BY)
  - Rutenia Rossa, poi Galizia (UA, PL)
  - Rutenia Carpatica (UA)
- Sassonia (DE)
- Slavonia (HR)
- Slesia (PL, CZ)
  - Alta Slesia (PL, CZ)
    - Slesia ceca (CZ)
    - Slesia di Cieszyn (PL, CZ)

  - Bassa Slesia (PL, CZ)
- Sirmia (SR, HR)
- Stiria (AT, SI)
- Sudovia (LT, PL)
- Terra di Chełmno (PL)
- Terra dei Siculi (RO)
- Tirolo (AT, IT)
- Transilvania (RO)
- Valacchia (RO)
  - Muntenia o Grande Valacchia (RO)
  - Oltenia o Piccola Valacchia (RO)
- Voivodina (SR)
- Volinia (UA)

## Suddivisioni attuali
Per altre attuali e storiche regioni nell'Europa Centrale vedi:
- Stati federati dell'Austria
- Austria-Ungheria
- Regioni della Repubblica Ceca
- Stati della Germania
- Contee del Regno d'Ungheria
- Contee della Lituania
- Regioni della Lituania (storiche e tradizionali)
- Moldavia
- Voivodati della Polonia
- Regioni storiche della Polonia
- Distretti della Romania
- Regioni tradizionali della Slovacchia
- Regioni dell'Ucraina